# 1906–1907-es magyar labdarúgó-bajnokság (másodosztály)

Az 1906–1907-es magyar labdarúgó-bajnokság másodosztálya 6. alkalommal került kiírásra. Nyolc csapat kezdte a bajnokságot, de a MUE az első, a Józsefváros négy és a III. ker. TVE hét forduló után lépett vissza, így csak öt klub fejezte be a versenyt. A Kőbányai Törekvés lett bajnok és jutott fel.

## A végeredmény
| #  | Csapat            | J  | Gy | D | V | Rg | Kg | Gk  | P  |
| -- | ----------------- | -- | -- | - | - | -- | -- | --- | -- |
| 1. | Kőbányai Törekvés | 14 | 12 | 1 | 1 | 45 | 7  | +38 | 25 |
| 2. | Újpesti RAK       | 14 | 10 | 1 | 3 | 32 | 30 | +2  | 21 |
| 3. | Tisztviselők LE   | 14 | 10 | 0 | 4 | 20 | 8  | +12 | 20 |
| 4. | Újpesti Törekvés  | 14 | 8  | 2 | 4 | 19 | 14 | +5  | 18 |
| 5. | Kőbányai TE       | 14 | 5  | 0 | 9 | 6  | 37 | -31 | 10 |
| 6. | III. ker. TVE     | 7  | 2  | 3 | 2 | 11 | 17 | -6  | 7  |
| 7. | Józsefvárosi FC   | 4  | 1  | 1 | 2 | 16 | 43 | -27 | 6  |
| 8. | MÚE               | 1  | 0  | 0 | 1 | 0  | 3  | -3  | 0  |

Megjegyzés: A győzelemért 2, a döntetlenért 1 pont járt.
Osztályozók:
- Fővárosi TC – Újpest-Rákospalotai AK 0:0

- 33 FC – Kőbányai Törekvés SE 1:6.

Kiesett a 33 FC, feljutott a Törekvés SE

## Lásd még
- 1906–1907-es magyar labdarúgó-bajnokság (első osztály)

## Külső hivatkozások
- A magyar labdarúgó-bajnokságok végeredményei 1901-től 1910-ig RSSSF (angolul)